# Gmina Radeče
Radeče – gmina w Słowenii. W 2002 roku liczyła 4617 mieszkańców.

## Miejscowości
Miejscowości wchodzące w skład gminy Radeče:

- Brunk
- Brunška Gora
- Dobrava
- Čimerno
- Goreljce
- Hotemež
- Jagnjenica
- Jelovo
- Log pri Vrhovem
- Loška Gora
- Močilno
- Njivice
- Obrežje
- Počakovo
- Prapretno
- Radeče – siedziba gminy
- Rudna vas
- Stari Dvor
- Svibno
- Vrhovo
- Zagrad
- Zavrate
- Žebnik